# Scaptomyza terminalis
Scaptomyza terminalis är en tvåvingeart som först beskrevs av Friedrich Hermann Loew 1863.  Scaptomyza terminalis ingår i släktet Scaptomyza och familjen daggflugor.
Artens utbredningsområde är Alaska. Inga underarter finns listade i Catalogue of Life.